# Свячена вода (вірш)
Свячена вода — вірш Олесандри Псьол, про який 1847 року схвально відгукнувся Тарас Шевченко у передмові до «Другого Кобзаря»: 
| Ліві лапки | Я бачила — святу воду В річку виливали, Щоб свяченої ногами Люде не топтали. А кохання вірне, щире [—] Як вода святая, Бо воно гріхів багато Із душі змиває. Отим-то я своїх думок, Хоч я і убога, Зроду-звіку не покину Та людям під ноги. У Господа Небесного Ласки ціле море, То я в Його, як ту воду, Виллю своє горе. | Праві лапки |

Варвара Рєпніна і сестри Псьол були одними з тих, хто підтримував і допомагав Шевченкові вижити у найперші найважчі роки солдатської неволі: вони писали йому листи, пересилали книги, підтримували морально. У Шевченкових листах не раз зустрічається прохання прислати текст поезії Олександри Псьол «Свячена вода».
Спочатку його передав Андрій Лизогуб, але він загубився. «Коли маєте «Свячену воду», то спишіть та пришліть мені, бо та, що ви мені передали, утрачена» — читаємо у листі до А. Лизогуба від 1 лютого 1848 року.:#37
Про це саме він просить 29 лютого і Варвару Рєпніну: — «…пришліть, якщо маєте, «Свячену воду»; вона зросить моє в’януче серце».:#38
Весною 1850 р. ім’я Варвари Рєпніної, Олександри Псьол, Андрія Лизогуба та інших, хто листувався з поетом, з’явилося у матеріалах оренбурзького арешту Шевченка, де в переліку матеріалів, знайдених у нього під час обшуку (23 травня), є наступне: «Приписка невідомої жіночої особи Олександри, у листі княжни Репніної, без числа і року. Вірші українські «Свячена вода». Також перероблене з доповненням».:#347 
Тобто, на засланні Шевченко мав рукописи двох поезій Олександри Псьол. Перша – «Свячена вода», а друга — вже нова, інша, яку Павло Зайцев назвав «Молитвою за Шевченка», покликаною оберігати його в тяжкій неволі.
| Ліві лапки | Молим тебе, Боже правди, Боже благостині, Не покидай сиротою у степу-пустині Брата нашого! Як батько, як рідная мати Озовись до його душі, не дай унивати! Збери, Боже, наші сльози в темнісіньку хмару І, як серцю розбитому стане нудно, жарко, Тоді нехай вони бризнуть як дощик весною… Зроби чудо – вони стануть святою водою Живущою, цілющою, всі рани загоїть Як у купелі викупає і душу напоїть. | Праві лапки |

## Публікації
«Свячена вода», стих. А. И. Псіол / Сообщ. Н. И. Стороженко // Киевская старина. 1894. Февраль. С. 323—324.
«Молим тебе, Боже правди…» — «Вінок Т. Шевченкові», Одеса, 1912.
Олександра Псьолівна. Писання. Краків,1943.
Олександра Псьол. — Антологія: «Тридцять українських поетес» — К. 1968